# Gastón Poncet
Gastón Poncet Otero (Cardona, Soriano, Uruguay; 31 de julio de 1991) es un futbolista uruguayo que juega como delantero en el Metropolitanos Fútbol Club de la Primera División de Venezuela.

## Trayectoria
El técnico Gregorio Pérez, que en aquel entonces dirigía a Peñarol, le hizo debutar profesionalmente el 25 de febrero de 2012 durante la visita contra El Tanque Sisley, que finalizó con victoria de 2 a 0 en favor de los carboneros. En aquel encuentro, Gastón Poncet ingresó de cambio al minuto 84 en relevo de Maximiliano Pérez. Volvió a ver actividad hasta el 1 de abril de ese año, en la derrota de visita por 2 a 3 contra Danubio, cuando ingresó al minuto 76 sustituyendo a Rodrigo Mora (quien había sido amonestado al minuto 25).
En julio de 2012, a raíz de las pocas chances de juegos recibidas en Peñarol, se concretó su préstamo por un año al Juventud Las Piedras. El 25 de agosto de 2012, durante la derrota como visitante contra River Plate por 0 a 1, realizó su debut para el plantel pedrense. Ingresó al juego, al minuto 75, en sustitución de Jaime Báez. Su primer gol lo convirtió el 4 de noviembre de 2012, dándole a su club el triunfo de 1 a 0 sobre Cerro Largo.
El 13 de enero de 2014, tras haberse frustrado el fichaje del colombiano John Jairo Castillo, la directiva del Platense de la Liga Nacional de Honduras lo anunció como su último refuerzo de cara al Clausura 2014. Debutó con el plantel selacio el 29 de enero de 2014, sustituyendo a Walter Hernández, en el empate de 0 a 0 contra el Motagua. Al final no logró consolidarse en el fútbol hondureño, donde disputó trece juegos y no convirtió goles.
Regresó a Uruguay para jugar con Boston River, con el cual logró, el 4 de junio de 2016, ascender a la Primera División de Uruguay. Al año siguiente, tras tener poca participación con Boston River en la máxima categoría del fútbol uruguayo, se concretó su pase al Miramar Misiones. 
El 3 de agosto de 2017 fue anunciado como último refuerzo del Palestino de la Primera División de Chile. Debutó el 15 de agosto de ese año durante el empate de 1 a 1 contra Colo-Colo.

## Clubes
| Club                  | País      | Año            |
| --------------------- | --------- | -------------- |
| Peñarol               | Uruguay   | 2012           |
| Juventud              | Uruguay   | 2012-2013      |
| Platense              | Honduras  | 2014           |
| Boston River          | Uruguay   | 2015-2016      |
| Miramar Misiones      | Uruguay   | 2017           |
| Palestino             | Chile     | 2017           |
| Deportes Valdivia     | Chile     | 2018           |
| Sud América           | Uruguay   | 2019           |
| La Equidad            | Colombia  | 2019           |
| Sud América           | Uruguay   | 2020           |
| Llaneros              | Colombia  | 2021-2022      |
| Portuguesa F. C.      | Venezuela | 2022           |
| Zamora F. C.          | Venezuela | 2023           |
| Técnico Universitario | Ecuador   | 2024           |
| Deportivo La Guaira   | Venezuela | 2024           |
| Cerrito               | Uruguay   | 2025           |
| Metropolitanos        | Venezuela | 2025- Presente |